# Kabinett Röder V
Als Kabinett Röder V bezeichnet man die saarländische Landesregierung unter Ministerpräsident Franz-Josef Röder (CDU) vom 23. Januar 1974 bis zum 1. März 1977.
Röder bildete sein Kabinett zum Ende der sechsten Legislaturperiode um. Bei den darauf folgenden Landtagswahlen vom 4. Mai 1975 errang die CDU 25 der 50 Sitze im Landtag des Saarlandes, verfehlte also die absolute Mehrheit weiter. Infolgedessen regierte er zu Beginn der siebten Legislaturperiode mit einer Minderheitsregierung. Seinem Kabinett gehörten an:
| Amt                                                                                    | Name                                     | Partei | Partei |
| -------------------------------------------------------------------------------------- | ---------------------------------------- | ------ | ------ |
| Ministerpräsident                                                                      | Franz-Josef Röder                        |        | CDU    |
| Minister des Inneren                                                                   | Alfred Wilhelm                           |        | CDU    |
| Minister der Finanzen                                                                  | Konrad Schön                             |        | CDU    |
| Minister für Rechtspflege (ab 16. November 1974 ebenfalls Bevollmächtigter beim Bund)  | Rainer Wicklmayr                         |        | CDU    |
| Minister für Kultus, Bildung und Sport                                                 | Werner Scherer                           |        | CDU    |
| Ministerin für Familie, Gesundheit und Sozialordnung                                   | Rita Waschbüsch                          |        | CDU    |
| Minister für Wirtschaft, Verkehr und Landwirtschaft                                    | Erwin Sinnwell (bis 30. November 1976)   |        | CDU    |
| Minister für Wirtschaft, Verkehr und Landwirtschaft                                    | Franz-Josef Röder (ab 30. November 1976) |        | CDU    |
| Minister für Umwelt, Raumordnung und Bauwesen                                          | Günther Schacht                          |        | CDU    |
| Minister für besondere Aufgaben und Bevollmächtigter beim Bund (bis 15. November 1974) | Alois Becker                             |        | CDU    |